# تاكر فريدريكسون
إيفان تشارلز "تاكر" فريدريكسون ، من مواليد 12 جانفي 1943 في هوليوود ، فلوريدا ، هو لاعب كرة قدم أمريكي مشهور و يمتاز بطريقته المميزة في اللعب حيث لعب في خطة ظهير لفريقه نيويورك جاينتس في الدوري الوطني لكرة القدم (اتحاد كرة القدم الأميركي).
على مستوى الجامعة ، لعب مع فريق تيجر دوبورن , تم انتخابه كل امريكا في الجامعة، وحصل على المركز الثاني في كأس Heisman في عام 1964. في عام 1964.
تم تجنيده في قاعة مشاهير كرو القدم بالجامعة في عام 1984.
تم اختياره كأول اختيار صائب في درافت 1965 وتم تسميته كظهير في الدوري لـ 1965 Pro Bowl .